# Xenandra vulcanalis
Xenandra vulcanalis är en fjärilsart som beskrevs av Hans Ferdinand Emil Julius Stichel 1910. Xenandra vulcanalis ingår i släktet Xenandra och familjen Riodinidae. Inga underarter finns listade i Catalogue of Life.